# Kościół Najświętszego Serca Jezusa w Skarżysku-Kamiennej
Kościół Najświętszego Serca Jezusa w Skarżysku-Kamiennej – rzymskokatolicki kościół parafialny znajdujący się w Skarżysku-Kamiennej, w województwie świętokrzyskim. Jest najstarszą świątynią w mieście. Przez skarżyszczan nazywany jest „dużym kościołem”. 

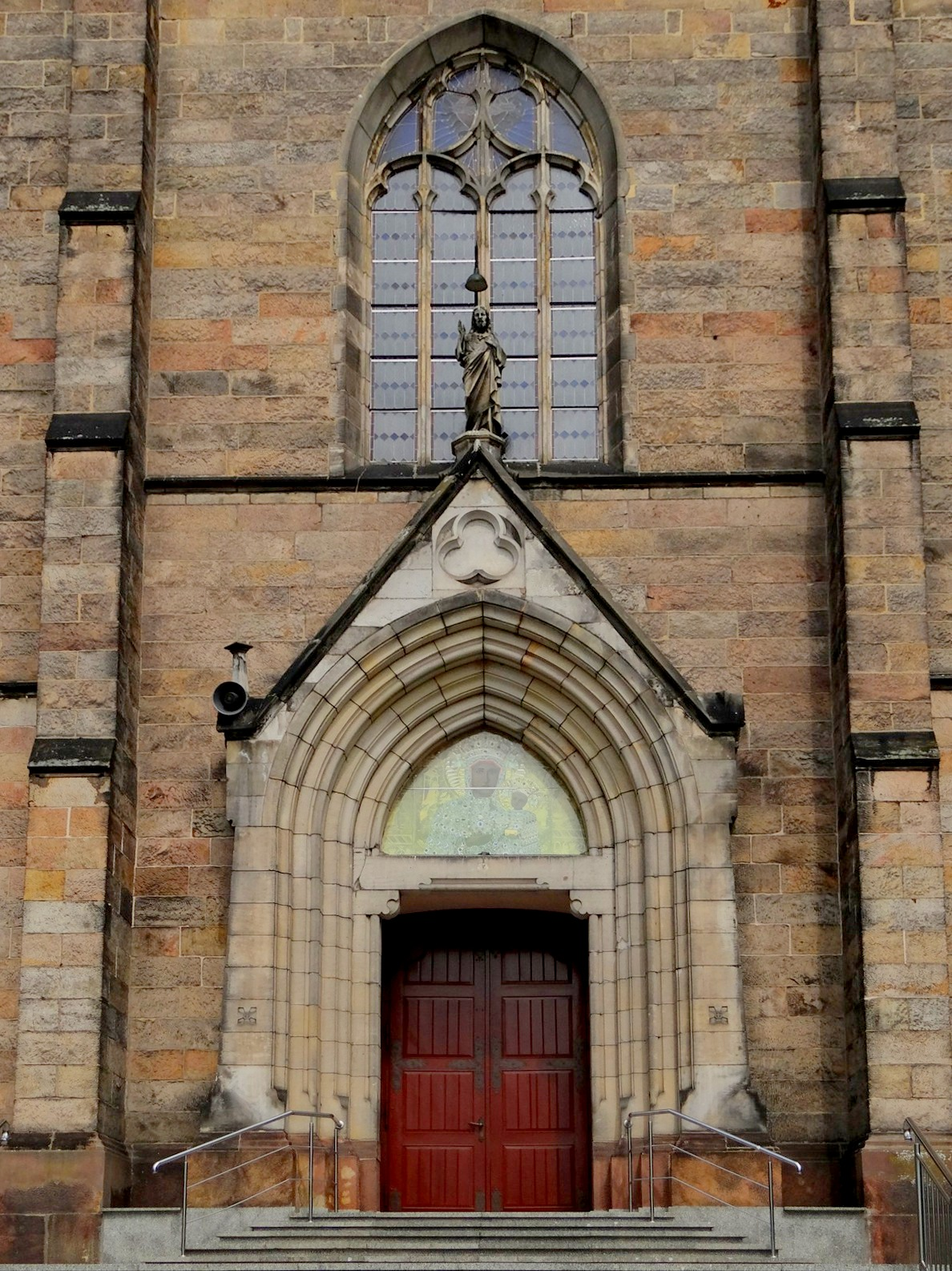
Portal

Pozwolenie na budowę kościoła otrzymano w 1906 roku, w tym samym roku został poświęcony kamień węgielny. W 1923 roku zostały ukończone mury oraz sklepienia. W 1926 roku zostały wybudowane dwie wieże zwieńczone hełmami.
Budowla została zaprojektowana w stylu neogotyckim przez warszawskiego architekta Józefa Piusa Dziekońskiego. Kościół wzniesiono z kamienia i cegły. Budowla posiada trzy nawy oraz transept. Podparta jest przez cztery filary oraz dwa półfilary. W prezbiterium znajdują się witraże oraz organy miechowe z 1929 roku.
Wieże kościoła znajdują się w nowym logo miasta, zaprojektowanym w 2012 roku przez Monikę Iwanowicz ze Zgierza.